# Kostel svaté Kateřiny (Tetín)
Kostel svaté Kateřiny v Tetíně je nejmenším ze tří kostelů v obci. Byl založen kolem roku 1200 v románském slohu a původně byl zasvěcen svaté Ludmile, které je zasvěcen sousední barokní kostel svaté Ludmily. Zvonice, kterou se prochází do ohrazeného prostoru u kostela, pochází z roku 1858. Zde u zdi stojí socha svaté Ludmily od Josefa Maxe z roku 1858. Kamenný kříž zazděný do ohradní zdi původně zdobil střechu kostela. Areál kostela se zvonicí a ohradní zdí je chráněn jako kulturní památka. Kostel je též znám pod jménem svaté Kateřiny Alexandrijské.

## Historie
Za josefínských reforem byl kostel zrušen, budovu koupila obec a sloužila jako sýpka. Po roce 1849 byla vykoupena z peněz z lidové sbírky a v roce 1858 byl kostel pražským arcibiskupem Bedřichem Schwarzenbergem znovu vysvěcen.

## Architektura a interiér

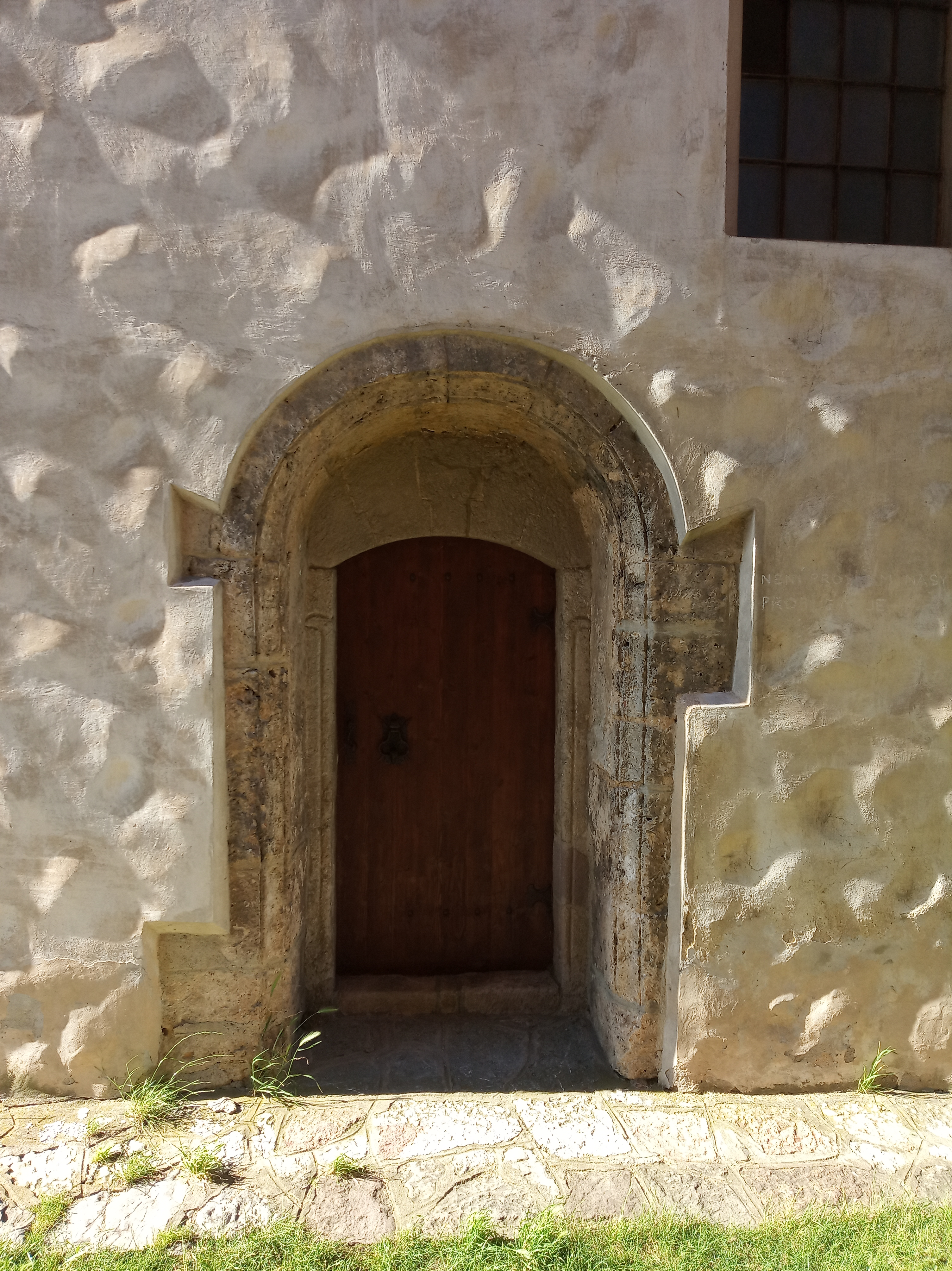
Románský jižní portál kostela

Kostel má presbytář čtvercového půdorysu a obdélníkovou loď. Presbytář má původní křížovou klenbu, plochý strop lodi je z přestavby v 19. století. Na západní straně interiéru je kamenná kruchta podklenutá dvěma křížovými klenbami. Ve zdi za oltářem se zachovalo původní románské okénko. Křídlový oltář pochází z druhé poloviny 19. století: na centrálním obrazu je vyobrazena klečící svatá Kateřina a pod ní tetínské kostely (jde o kopii obrazu Josefa Vojtěcha Hellicha), na křídlech jsou obrazy svaté Anny a svatého Ferdinanda, dolní část představuje Vítězný průvod Ježíškův. Ve zvonici, která byla přistavěna spolu se schodištěm na kruchtu v rámci úprav v 19. století, se nachází zvon z roku 1496.